# @ホーム
『@ホーム』（あっとほーむ）は、髙木信孝による日本の4コマ漫画作品。

## 概要
メイド喫茶「@ホーム」でアルバイトを始めた主人公月白真綾の日々を描くハートフルコメディ。
初出はアニメイトの会員制モバイルサイト「iアニメイト」コミックコーナーで、2005年2月7日から2006年2月27日まで全206話が連載されていた。現在では同コーナーの消滅に伴い、「アニメイト☆ブックス」にて順次公開されている。
また、『月刊ドラゴンエイジ』増刊の『ドラゴンエイジピュア』（富士見書房）にて一話完結の読み切りとして本編番外編の『@ホーム 〜姉妹たちの想い〜』が連載された。

## @ホーム 〜姉妹たちの想い〜
主人公のさくらがメイドレストランFamiliesで務める番外編。キャラクターは同作家の『マギーペール』の主人公、小梢聖愛と似ており、容姿はアホ毛があるかないか位の差しかない。『マギーペール』1巻とほぼ同時に出た単行本のあとがきで、それぞれさくらと小梢聖愛が互いの衣装を着せ替えた姿が描かれている。
本作品の舞台「メイドレストランFamilies」は、同作家による別作品『でじぱら』の登場キャラクター・井深希華および高柳手鞠のアルバイト先として制服もほぼ同じで登場している。

## 単行本
富士見書房より、角川コミックスドラゴンJr.として刊行されている。
1. ISBN 978-4-04-712495-0